# Chiesa di Santa Fede
La chiesa di Santa Fede è un ex edificio religioso del centro storico di Genova, situata in via delle Fontane nel sestiere di Prè, di fronte alla porta dei Vacca. È attualmente sede di uffici del Municipio I Centro Est.

## Storia

### Origini
La prima chiesa dedicata a santa Fede potrebbe essere stata costruita nell'XI secolo, quando il culto della santa martire di Agen si diffuse in occidente. L'edificio sarebbe stato costruito su un'antica necropoli paleocristiana, come dimostrerebbe una lapide risalente al IV secolo un tempo esistente nella chiesa. La prima memoria storica risale al 1142, in un documento in cui la Repubblica di Genova autorizzava un certo Ansaldo di Vacca a costruire delle abitazioni vicino alla chiesa.
Nel 1155 la nuova cinta muraria arrivò a lambire la chiesa e la porta occidentale, oggi più conosciuta come porta dei Vacca, prese ufficialmente il nome di porta di Santa Fede.
Secondo varie fonti la chiesa sarebbe appartenuta ai cavalieri templari almeno fin dal 1161 e solo nel 1312, in concomitanza con la tragica soppressione di quell'ordine di monaci guerrieri, sarebbe passata ai cavalieri gerosolimitani della vicina Commenda di San Giovanni di Pré.
I gerosolimitani ne mantennero il giuspatronato fino al 1614, quando la cedettero ai chierici regolari minori grazie ad un accordo tra le due istituzioni religiose, avallato da una bolla del papa Paolo V.

### Dalla ricostruzione seicentesca all'Ottocento
Nel 1673 la chiesa fu completamente ricostruita in forme barocche, su progetto di Giovanni Battista Grigo. La nuova costruzione aveva tre navate sorrette da dieci colonne marmoree; l'orientamento fu modificato, rispetto alla chiesa precedente, spostando l'ingresso a levante, analogamente alla Commenda. La nuova chiesa fu arricchita di tele di artisti dell'epoca, quali G.B. Paggi, Bartolomeo Guidobono, Giulio Benso (Gesù Crocifisso), Gregorio De Ferrari (Santa Teresa coi santi Francesco Saverio e Francesco d'Assisi) e Giuseppe Galeotti (Beato Agostino Caracciolo). Nel 1716 la chiesa fu consacrata da Agostino Saluzzo, vescovo di Aleria in Corsica: in questa occasione al titolo di S. Fede fu aggiunto quello di Nostra Signora della Misericordia, della quale esisteva fin dal 1618 una statua in marmo, opera di Martino Rezi, molto venerata dal popolo.
Probabilmente verso la fine del XVIII secolo, per l'ampliamento del convento e la costruzione di alcune abitazioni private, la chiesa perse una campata e venne a trovarsi circondata e quasi soffocata da vari edifici. Con le leggi di soppressione degli ordini religiosi emanate dalla Repubblica Ligure nel 1797 i Chierici Minori lasciarono il convento. Dopo varie traversie, a reggere la chiesa venne nominato un parroco, con il titolo di priore. Tra i priori vi fu il matematico Lazzaro Mongiardini. Il convento fu venduto e trasformato in abitazioni, con la sola eccezione del refettorio, adattato ad abitazione del priore. Nel 1845, con il finanziamento di un benefattore, un certo G.B. Luxardo, fu costruito il campanile.

### La chiusura al culto
Con un decreto dell'arcivescovo Minoretti del 23 novembre 1926 la parrocchia fu soppressa e la chiesa sconsacrata, assegnando il suo territorio alla giurisdizione della vicina chiesa di San Sisto. Il titolo parrocchiale fu trasferito alla nuova chiesa di Santa Fede in costruzione in corso Sardegna, nel quartiere di San Fruttuoso, alla quale vennero trasferiti anche arredi, marmi ed opere d'arte. L'edificio sconsacrato divenne un deposito di vini, rimasto in attività per molti anni e successivamente abbandonato.

### La ristrutturazione di fine Novecento
Dopo anni di degrado, nel 1993 cominciarono i primi lavori di restauro, nel corso dei quali vennero ritrovati un muro e due delle tre absidi dell'antica chiesa romanica. Poiché, come accennato, questa chiesa medioevale, secondo l'uso del tempo, aveva l'ingresso a ponente, dalla parte opposta rispetto all'edificio seicentesco, questi resti, resi visibili attraverso una superficie vetrata, si trovano nei pressi dell'attuale ingresso.
I lavori di recupero e riqualificazione del complesso, condotti su progetto degli architetti Sergio Massarente e Sergio Zampichelli, hanno comportato la demolizione delle modeste case settecentesche, ormai fatiscenti, che nascondevano la vista della chiesa, creando al loro posto una piazzetta, piazza S. Fede, affacciata su via delle Fontane, di fronte alla Porta dei Vacca all'angolo con via Prè. All'interno sono state rimosse le tramezze con cui erano state suddivise le navate per ricavarne i locali commerciali che ospitavano i depositi vinari, riportando alla vista le strutture della chiesa seicentesca. Oltre ai resti della chiesa medioevale, è stato riportato alla luce anche il piccolo chiostro e restaurato il campanile ottocentesco. Alla fine del 2005, a conclusione dei restauri, nella ex chiesa si sono insediati gli uffici del Municipio I Centro Est.